# Cratere Höldr
Höldr è un cratere sulla superficie di Callisto.